# 仙台媒體中心
仙台媒體中心（日語：せんだいメディアテーク），是在仙台市青葉区開設的複合文化設施。於2001年1月開館，由伊東豊雄設計。
由仙台市圖書館和藝廊等組成，不但是仙台的文化收藏中心，也肩負了藝術中心的任務。

## 历史
mediatheque在法文中的意思是「收納媒體的架子」。而仙台媒體中心是收集、保存了書籍，加上錄影帶、DVD、CD和CD-ROM之類，以影像或音樂為首的多種表現媒體。除了直接向來館者提供服務之外，也透過網頁進行市民的文化收容。
館內除了「媒體中心」的功能之外，還有藝術工作室和藝廊。而1樓的開放式廣場，也活躍了藝術、音樂（Live）和文化活動。為此，做為仙台藝術關聯發信地、集客力的功能，讓周圍聚集了藝術相關店和民營企業。
鑲在1樓的玻璃可以自由開關，在仙台定禪寺大街爵士音樂節之際，南側的玻璃全都會打開來進行藝術活動。和仙台光之祭典有關的活動也會在此舉行。
這樣的仙台媒體中心，讓許多面向定禪寺大街的仙台祭典和活動得以舉行，更飛快地提升定禪寺大街的功能，大大地發展了市府當局所謂的「學都仙台」「樂都仙台」。
再者，做為建築物的仙台媒體中心，也有很高的評價。伊東豐雄設計的這個建築，是由六塊地板（金屬板），十三根形狀像搖晃海草，稱為管柱的鐵骨獨立軸之單純構造，構成地下2層，地上7層所有的空間。這種建築思想，與以「柱」來建的既有日本住屋相同。此外整面的玻璃，能從外面直接看到支柱的骨架結構，另一方面，在從中環視種滿櫸樹的定禪寺大街之際，裡外之間也充滿了一體感。由於這樣的構造和設計的優秀，從世界各國而來的建築相關人士，帶著相機來訪的人很多。仙台的流行雜誌（COLOR等）和電視節目、電影之類的外景拍攝也增加了。

## 建築

### 經過
為了代替西公園上老化的仙台市民圖書館，加上從以前就希望能設置振興其他文化活動的公立美術藝廊，因而計畫於仙台市營公車的停車場空地設立新的文化設施。
在競圖之際，被任命為審査委員長的磯崎新提議，不單是只有書本的，圖書館與藝廊的複合體，還是要能夠收藏、閱覽、欣賞影像，音樂......等所有媒體的「媒體中心」。
- 1989年：縣藝術協會提出建設美術館的陳情書
- 1992年：決定新市民美術展覽室建在定禪寺大街交通局空地的方針
- 1997年：建設工程開工
- 2000年：建築竣工
- 2001年：仙台媒體中心・仙台市圖書館開館

### 特徵
現代大樓的構造，多半都以框架結構的梁柱所組成。那是根據上個世紀初由密斯所提出的「通用空間」（universal space）概念，由均質的梁柱構造涵括建築內所有的機能，以及科比意所提出的「多米諾系統」（Domino System），亦即建築還原了以柱子和地板，穿越上下樓層的階梯為最低必要限度的構成要素，所延伸出來的構造形式。
为了设计一个透明的媒体中心，需要用一个允许完整可视性和对周围社区的透明性的独特的系统来支持，伊东丰雄设计的仙台媒体中心在工程上和美学上都作出创新。六钢肋板，每块15-3/4" 厚，看上去像从街道漂浮过来的，有只有十三根垂直钢框架柱支撑，柱子从地面层伸展至屋顶。这一震撼的视觉场景是建筑的最有标志性的特征之一，这是在比喻森林中的大树，其功能是光井，和所有设施、网络、系统的储藏管网。每层平面都是自由平面的形式，结构柱框架独立于立面之外，沿着直径波动，在楼层和楼层之间延伸。
伊東豊雄打破了框架結構建築的均質性，呈現出新建築應有的樣子。通常框架結構都會盡量建出相等間隔的四角柱，而他卻分解為許多形成螺旋狀的細鐵柱，做出透明柱子的內部（管柱），計畫盡量以不規則的配置方式，形成做為不均質場所的內部空間。這樣的管柱貫通了地板，也具備了設備系統，電梯和階梯，從屋頂採光和通風......之類，由縱處得以看見內部的核心作用。
这座建筑的另一个独特方面是许多设计师的参与，例如每一层的内部空间包含了另外一人的参与。妹岛和世（Kazuyo Sejima）设计了地面层，在一块半透明屏幕后放置了管理办公室。市民（Shimin）图书馆建于二层和三层，包括一个带有互联网入口的信息浏览厅，家具是由K.T.建筑事务所特别设计的。四层和五层的展廊空间包括一个带有可移动墙体的灵活展览空间，还有一个带有固定墙体和休息区的更加固定的空间，其中休息区的座位是由凯瑞姆·瑞席（Karim Rashid）设计的。洛斯·拉古路夫（Ross Lovegrove）掌控了第六层，加入了一个180座的电影院和固定于音像可视化多媒体博物馆的白色、绿色家具。
很明顯地，這是嘗試超越「近代建築」、「科比意」和「多米諾系統」，接受了「解體梁柱概念」的挑戰。世界一流的建築師嘗試藉由對近代建築的批判思考，來產生新的建築形式，而其中伊東的仙台媒體中心是壓倒性的存在，對世界（特別是歐洲）的建築界造成了衝擊。

### 獲獎
- 2001年	優秀設計大獎最優獎
- 2002年	BCS（建築業協會）獎
- 世界建築東亞區最佳建築獎
- 東京創新大獎媒體環境獎
- 2013年 普立茲克建築獎

## 仙台市民圖書館
它遷至媒體中心的2～4F。雖與媒體中心的內裝、外裝結合成為現代化的圖書館，但對於百萬人口都市的中央圖書館而言，閱覽的空間仍嫌太小，因而飽受「可利用閱覽空間的時段僅有一次三小時」的批判。

## 各樓層導覽

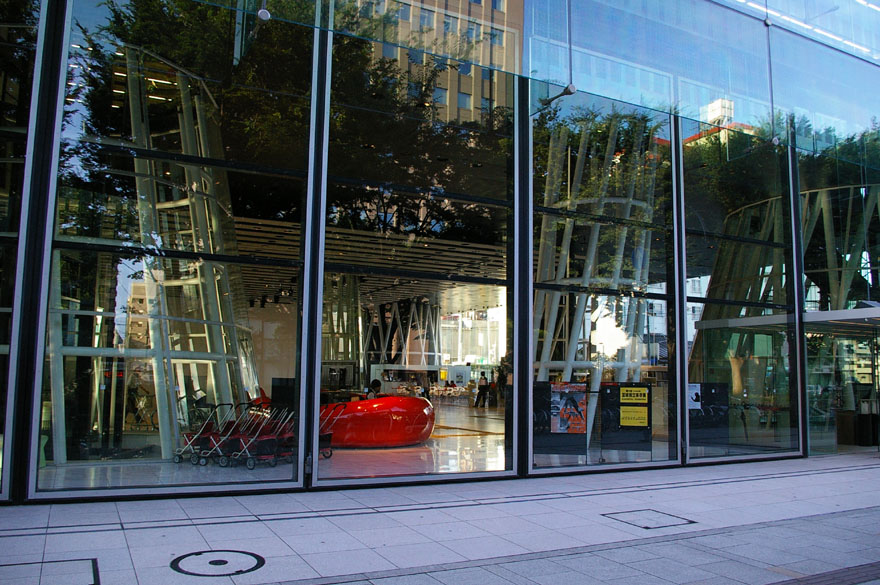
仙台媒體中心

### 1樓：廣場
- 開放式廣場
- 咖啡館
- 商店（和伊東豊雄有關的書籍也很豐富）

### 2樓：資訊
- 仙台媒體中心
  - 諮詢處・接待服務台
  - 資訊瀏覽（網路閱覽區）・近期報紙・雜誌區
    - 義工辦公室
- 仙台市民圖書館
  - 童書・團體閱覽室・談話室

### 3・4樓：仙台市民圖書館
- 仙台市民圖書館

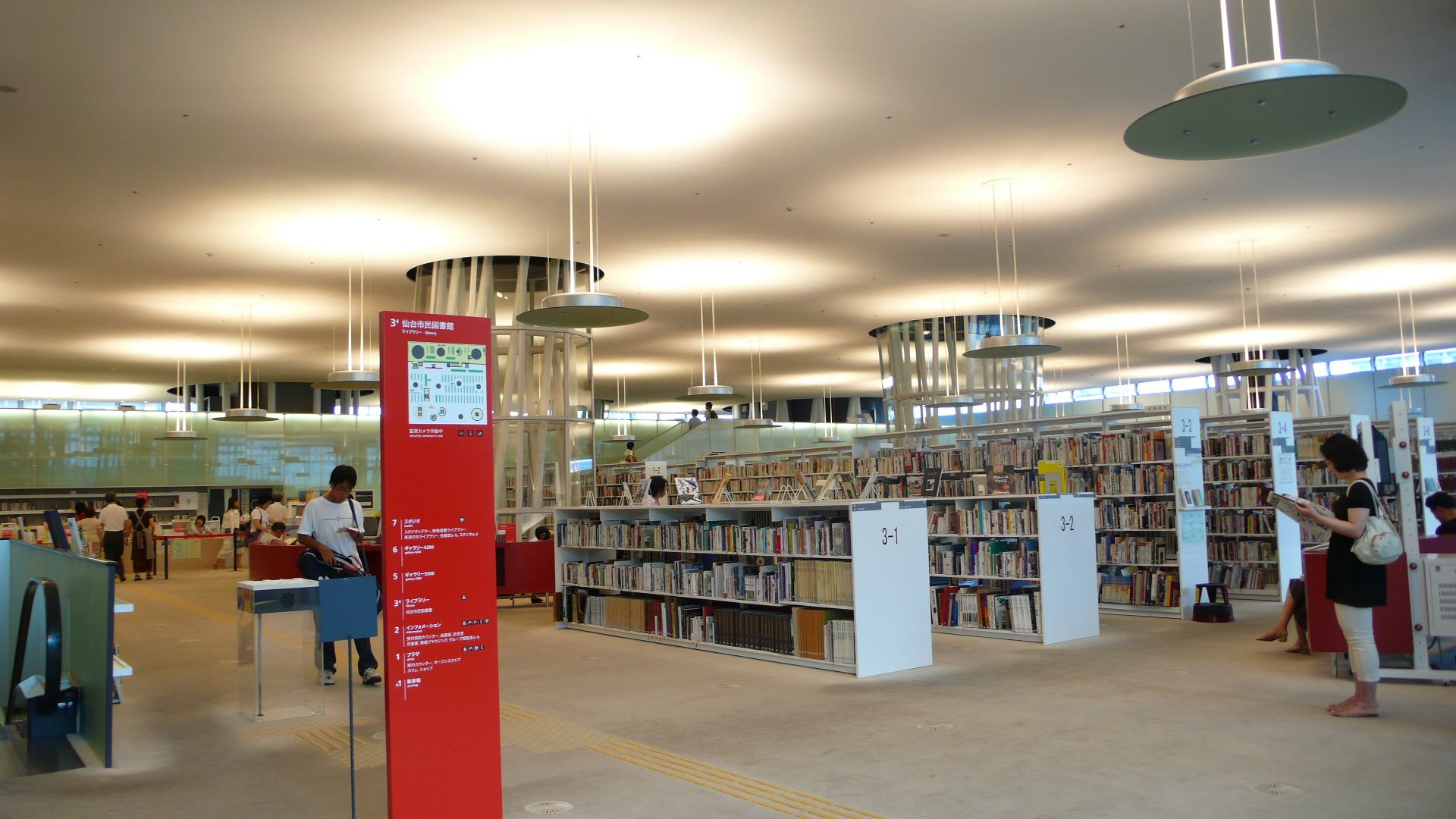
仙台市民圖書館（3樓）

  - 一般書籍・報紙・過期雜誌・參考資料・鄉土資料

### 5樓：藝廊3000
基本上是辦活動專用的藝廊。

### 6樓：藝廊4200
和5樓同樣都是辦活動專用的藝廊。

### 7樓：藝術工作室
- 影像音響資料庫・美術文化資料庫
- 藝術工作室・藝術工作室劇場・門廳
- 休息區

## 所在地・參訪之道
〒980-0821　宮城縣仙台市青葉区春日町2-1

38°15′56″N 140°51′56″E / 38.26556°N 140.86556°E
- 從地下鐵南北線 勾當台公園站「公園2」出口徒步走五分鐘。
- 若從JR東日本 仙台站前29號（莊內銀行前）搭車的話，可利用仙台市營巴士「定禪寺大街經由交通局大學醫院」，在媒體中心前下車。
- 從仙台車站步行時，需穿過中央大街・一番町拱廊街走三十分鐘。

## 相關連結
- 仙台媒體中心官方網站（页面存档备份，存于）
- 仙台媒體中心的構造・佐佐木睦朗・佐佐木睦朗構造計畫研究所（页面存档备份，存于）
- 東北大學科學咖啡（页面存档备份，存于）